# Enrico II della marca del Nord
Enrico II (1102 – 4 dicembre 1128) fu margravio della marca del Nord e conte di Stade (come Enrico IV).

## Biografia
Era figlio di Lotario Udo III, margravio della marca del Nord, e di Ermengarda, figlia di Teodorico, conte di Plötzkau, e di Matilde di Walbeck. 
Enrico assunse il titolo margraviale nel 1114 da Helperich di Plötzkau, che era stato nominato margravio della marca del Nord fino a quando Enrico divenne maggiorenne pochi mesi dopo. Il margravio precedente in questa dinastia era lo zio di Enrico, Rodolfo I, che era anche il suo tutore. Rodolfo fu deposto dall'imperatore Enrico V a causa della cospirazione contro la corona e fu sostituito da Helperich come misura provvisoria. Enrico assunse i titoli di conte di Stade e margravio della marca del Nord nel 1114. 

## Famiglia e figli
Enrico era sposato con Adelaide di Ballenstedt, una figlia di Ottone il Ricco, conte di Ballenstedt ed Eilika di Sassonia, figlia di Magnus, duca di Sassonia. Adelaide era quindi la sorella di Alberto l'Orso. Essi non ebbero figli. Ad Enrico succedette come margravio Udo IV, mentre nella contea di Stade succedette Federico di Stade, già in precedenza visconte della contea sotto Rodolfo I. 